# Tridepia
Tridepia là một chi bướm đêm thuộc họ Noctuidae.

## Các loài
- Tridepia nova (Smith, 1903)